# DwuTakt

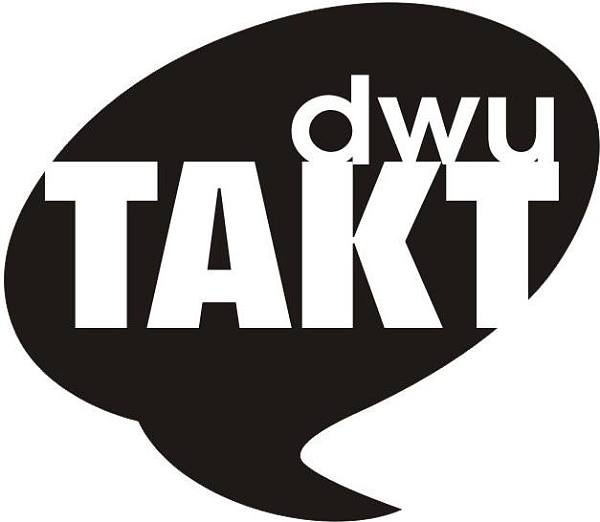
Logo của lễ hội

DwuTakt là một lễ hội văn hóa được dành cho công chúng, diễn ra từ năm 2014 tại Toruń. Lễ hội được tổ chức bởi Hiệp hội Truyện tranh ở Toruń.

## Lịch sử
Lễ hội DwuTakt được đưa ra trong năm 2013, với cái tên gọi ban đầu là "DwaTakt: Âm nhạc và Truyện tranh", tuy nhiên đến năm 2014 thì phiên bản đầu tiên của Lễ hội với được tổ chức. Năm 2015, sự kiện được đổi tên thành Liên hoan Truyện tranh và Văn hóa đại chúng DwaTakt, và kể từ năm 2016, nó được gọi là Lễ hội Văn hóa đại chúng DwaTakt. Người khởi xướng lễ hội là  Wojciech Łowicki (người quảng bá truyện tranh, người quản lý nghệ thuật, giám đốc hiện tại của lễ hội). Cùng với Tomasz Marciniak (nhà khoa học, nhà nghiên cứu truyện tranh và văn hóa đại chúng, giám đốc đầu tiên của lễ hội), họ đã cùng nhau tổ chức sự kiện này. Logo lễ hội được thiết kế bởi Roman Maciejewski. Lễ hội được hỗ trợ bởi Quỹ Kult Kultury và Hội đồng thành phố Toruń.

## Chủ đề của lễ hội
Lễ hội tập trung vào nội dung liên quan đến văn hóa nhạc đại chúng (pop) được biết đến rộng rãi, đặc biệt là phim ảnh, âm nhạc, châm biếm, và truyện tranh. Tại các lễ hội, ban tổ chức luôn tạo ra cuộc gặp gỡ với các ngôi sao văn hóa nhạc pop, các siêu anh hùng trong các truyện tranh, trong các seri phim. Ban tổ chức cũng phân chia các khu vực khác nhau cho các chủ đề như khu vực truyện tranh Chiến tranh giữa các vì sao, khu vực dành cho trẻ em, khu trò chơi, hội thảo và thi đấu, triển lãm... Trong các năm tổ chức, luôn có một chủ đề xuyên suốt của năm đó. Cụ thể chủ đề năm 2014 là "Âm nhạc và Truyện tranh", năm 2015 là "Truyện tranh kết nối các thế hệ", năm 2016 là "Truyện tranh và Châm biếm", năm 2017 là "Phụ nữ trong văn hóa nhạc pop - nữ anh hùng và người sáng tạo", năm 2018 là "Khoa học viễn tưởng" và chủ đề của năm 2019 là"Sự nối tiếp". Năm 2020 do ảnh hưởng của đại dịch COVID-19 nên sự kiện đã bị hoãn lại.